# Dundalk
Dundalk (irl. Dún Dealgan) – miasto w hrabstwie Louth na północno-wschodnim wybrzeżu Irlandii, położone niedaleko granicy z Irlandią Północną. 
Jest ono jednym z większych miast Irlandii, rozwijającym się dzięki dobremu położeniu (na trasie między Dublinem a Belfastem).
Nazwa miasta wywodzi się od prehistorycznego fortu Dún Dealgan, gdzie żył celtycki wojownik Cúchulainn. Prawa miejskie miasto otrzymało w 1189 roku.
W mieście rozwinął się przemysł spożywczy, obuwniczy, odzieżowy, maszynowy oraz elektroniczny.